# LevelUp
LevelUp — американская платформа для совершения заказов через мобильные устройства и проведения мобильных платежей. Платформу создал бостонский стартап SCVNGR. 25 июля 2018 года было объявлено, что LevelUp будет куплен онлайн-платформой доставки еды Grubhub за 390 миллионов долларов США.

## История
Сервис LevelUp впервые запущен в марте 2011 года. Первые 3 месяца сервис работал в качестве площадки для совершения различных сделок в формате p2p. В июле 2011 года LevelUp изменил основной характер своей деятельности, для того, чтобы сосредоточиться исключительно на организации мобильных платежей.
По состоянию на июль 2013 года примерно 200000 пользователей и 3000 компаний пользовались услугам сервиса LevelUp.
В октябре 2014 года примерно 14000 различных магазинов пользовались услугами сервиса LevelUp.
В мае 2017 года было анонсировано привлечение 50 миллионов долларов чистых инвестиций. Распространение сервиса достигло 50 тысяч локаций и им стало пользоваться уже больше 200 различных популярных брендов.

## Деятельность
Мобильное приложение LevelUp работает на основе популярных мобильных операционных систем, в том числе iPhone, Android и Windows Phone. Приложение позволяет зарегистрированным пользователям привязывать свои личные дебетовые или кредитные платежные карты к уникальным QR-кодам, которые доступны в приложении. Для проведения платежей с помощью LevelUp пользователи сканируют QR-коды, которые формируются на их телефонах с помощью приложения, а затем с использованием специальных терминалов LevelUp проводят оплату. LevelUp доступен для оплаты в различных удобных местах.
Некоторые продавцы, которые работают с сервисом LevelUp, дают возможность пользователям не только оплачивать покупки, но и сохранять средства. Пользователям выдается специальный код «First-Time Visit Specials», когда они впервые проводят транзакцию у определенного продавца. Пользователи также могут разблокировать специальную секцию для покупок в кредит в случае, если число их покупок достигло определенного доверенного уровня.
К июню 2016 года сервис LevelUp стал доступен для различных предприятий в различных американских городах. В их числе Бостон, Чикаго, Нью-Йорк, Атланта, Сан-Франциско, Сан-Диего, Даллас, Миннеаполис, Монтгомери, Канзас Сити, Сиэттл и т. д. Сервис постоянно расширяется и становится доступным для новых городов в США.
В начале 2018 года LevelUp объявил о выпуске специального приложения, которое позволило ресторанным брендам встраивать живые меню на различные популярные сайты и сервисы, в их числе Facebook, Messenger, Yelp, Foursquare, Amazon Alexa и др. С помощью этой функции пользователи этих популярных сервисов получили возможность заказывать еду из ресторанов одним нажатием кнопки и моментально оплачивать свой заказ, а затем получать заказанное средствами доставки LevelUp.